# Jeff Datz
Jeff Datz, né à Camden (New Jersey), aux États-Unis, le 28 novembre 1959, est un ancien joueur américain de baseball devenu instructeur.

## Carrière

### Joueur
Jeff Datz jouait pour son lycée, le Clearview High School, au baseball, football américain (quarterback) et basket-ball. Il fait ses études universitaires au Glassboro State College où il est titulaire dans l'équipe de baseball. Il refuse une première proposition de draft en 1981 (Reds de Cincinnati) préférant compléter ses études.
Drafté en 1982 par les Astros de Houston, Jeff Datz ne parvient pas à effectuer la moindre apparition en ligue majeure avec les Astros. Il devient agent libre en 1988 et s'engage avec les Tigers de Détroit. Il participe à sept rencontres de ligue majeure avec les Tigers en septembre 1989. Il termine sa carrière de joueur en évoluant en Triple-A avec les Columbus Clippers en 1990.

### Entraîneur
Il devient recruteur pour les Indians de Cleveland en 1991. Il couvre le nord de la Californie et du Nevada pendant deux saisons avant de devenir manager des clubs écoles des Indians : Watertown en 1993 et 1994, Columbus en 1995, Akron en 1995 et 1996, et Buffalo en 1998 et 1999.
Coordinateur des clubs écoles des Indians de 1999 à 2001, il devient instructeur de banc des Indians en 2002.
Il reste en poste chez les Indians jusqu'en 2009 puis devient instructeur de banc chez les Orioles de Baltimore en 2010.
En 2011, il devient instructeur au troisième but chez les Mariners de Seattle.